# Giacomo Guido Ottonello
Giacomo Guido Ottonello (Masone, 29 de agosto de 1946) é um arcebispo católico italiano, atualmente núncio apostólico emérito na Eslováquia.
Ordenado sacerdote em 29 de junho de 1971, foi incardinado na diocese de Acqui. Depois de se formar em teologia em 25 de março de 1980, ingressou no serviço diplomático da Santa Sé, trabalhando nas representações pontifícias no Paquistão, El Salvador, Líbano, França, Espanha e finalmente na Polônia, onde foi conselheiro para a nunciatura apostólica.
Em 29 de novembro de 1999, o Papa João Paulo II o nomeou núncio apostólico no Panamá, nomeando-o arcebispo titular de Sasabe. Desde 26 de fevereiro de 2005 e por mais de doze anos é núncio apostólico no Equador, onde desempenhou uma difícil tarefa de diálogo e mediação com o governo anticlerical do presidente Rafael Correa, que veio lhe escrever uma carta reclamando das declarações de dom Antonio Arregui Yarza, qualificado como "insolente mensageiro de direita" e culpado de ter pedido mais diálogo por parte do governo.
Em 1º de abril de 2017, o Papa Francisco o nomeou núncio apostólico na Eslováquia.